# سلاح الجو البوليفي
سلاح الجو البوليفي  (بالإنجليزية: Bolivian Air Force)‏ هو شعبة القوة العسكرية الجوية البوليفية أو"FAB" هو جزء من الجيش في بوليفيا.

## المعدات
تعد القوات الجوية البوليفية من اصغر القوات الجوية في العالم اذ لا تمتلك الا عدداً صغيراً جداً من الطائرات.كمانها لا تمتلك أي طائرة هجومية.والطائرات الموجودة حالياً هي كالتالي: لوكهيد c130هيركوليز الاميريكية وبيتش ايرو سبيس 146الاوروبية ويورو كوبتر أي اس 350 الفرنسية.ولا يوجد في اسطولها الجوي أي طائرة اومروحية هجومية وتقتصر فقط على طائرات النقل